# ركاد سالم
ركاد محمود سلامة سالم (1944 – ) سياسي فلسطيني، ولد سنة 1944 في قرية فلسطينية من قرى مدينة عكا تدعى الكابري والتي دمرت وشرد أهلها وطردوا منها عام 1948 وهي قرية مشهورة بعيونها وينابيعها و فيها ظهرت خيرة من القيادات الفلسطينية مثل: خالد اليشرطي، واسمه الحركي أبو محمود، سياسي فلسطيني وهو الأمين العام منذ 1995 لجبهة التحرير العربية وتنظيم حزب البعث العربي الاشتراكي. القت السلطات الإسرائيلية القبض عليه في 2/10 /2002 في رام الله وحكمت عليه بالسجن ثماني سنوات بتهمة توزيع أموال أمر بإعطاءها الرئيس العراقي السابق صدام حسين لأسر الاستشهاديين، وأفرج عنه في 2007/10/01.